# Selma Meerbaum-Eisinger
Selma Merbaum (geboren 5. Februar 1924 in Czernowitz, Königreich Rumänien; gestorben 16. Dezember 1942 im Zwangsarbeitslager Michailowka, Königreich Rumänien), posthum wird sie überwiegend Selma Meerbaum-Eisinger genannt, war eine rumänische deutschsprachige Dichterin. Als verfolgte Jüdin starb sie achtzehnjährig entkräftet am Fleckfieber. Ihr Werk wird mittlerweile zur Weltliteratur gezählt.

## Leben

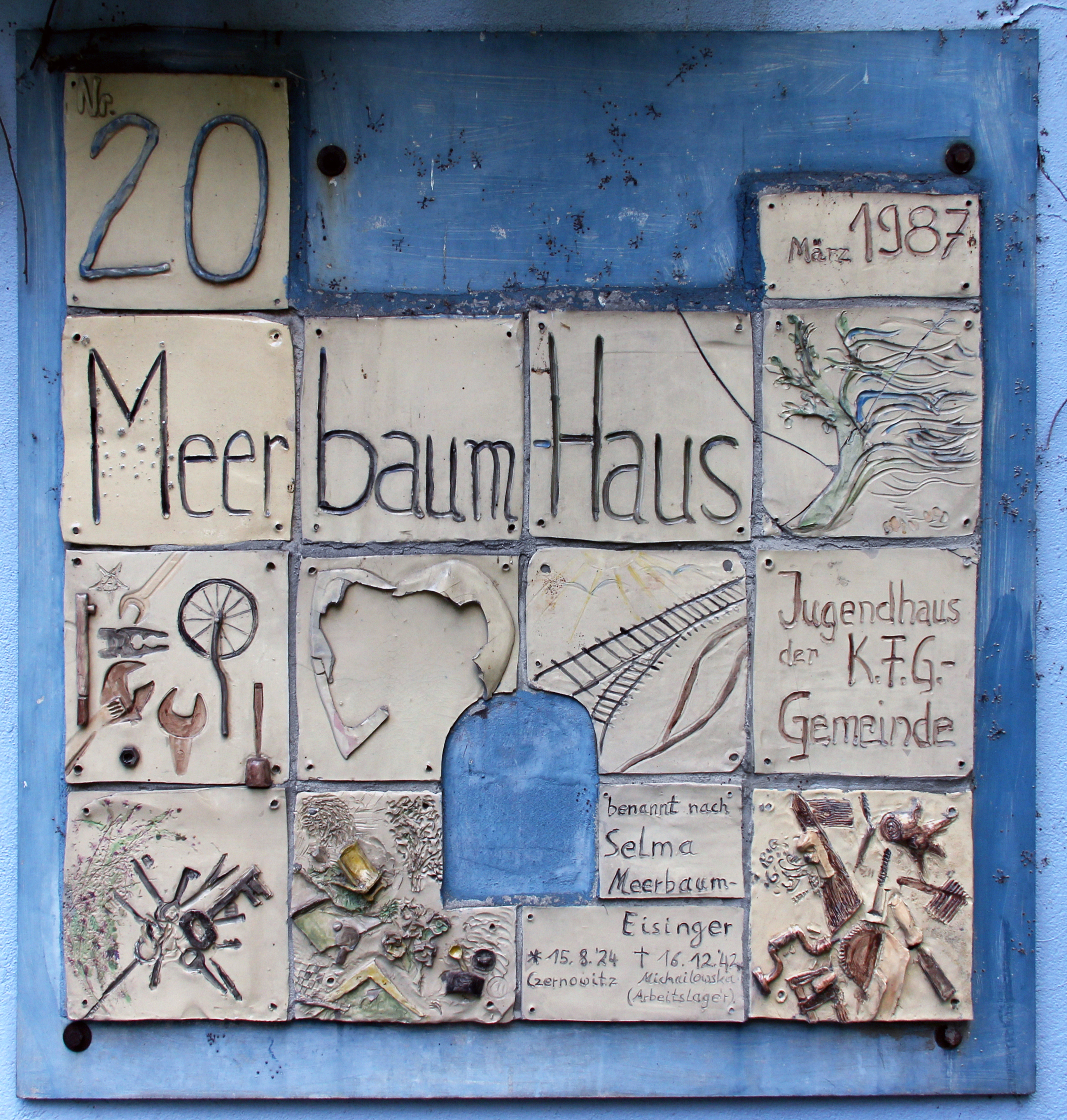
Gedenktafel am Haus, Siegmunds Hof 20, in Berlin-Hansaviertel

Selma Merbaum war die Tochter des Schuhhändlers Max Merbaum und seiner Frau Friederika, geborene Schrager. Sie war die Cousine 2. Grades von Paul Celan – die Väter der Mütter waren Brüder. Als Selma neun Monate alt war, starb ihr Vater. Ihre Mutter heiratete drei Jahre später Leo Eisinger. Es gibt keinen Beleg dafür, dass dieser Selma Merbaum juristisch adoptiert hätte.
Selma Merbaum besuchte von 1934 bis 1940 das ehemals private jüdische Mädchenlyzeum, das Hofmann-Lyzeum. Dieses wurde mit allen Czernowitzer Schulen „gleichgeschaltet“ und somit ein staatlich anerkanntes rumänisches Mädchengymnasium – das fünfte in der Auflistung, „LPF 5“, Liceul Particular de Fete cu drept de publicitate.
Schon früh begann Selma mit der Lektüre jener Autoren, die großen Einfluss auf ihr eigenes Werk ausüben sollten: Heinrich Heine, Rainer Maria Rilke, Klabund, Paul Verlaine und Rabindranath Tagore. Eigene Gedichte von Selma Merbaum sind ab 1939 erhalten. Sie übersetzte auch aus dem Französischen, Rumänischen und Jiddischen.
1940 wurde Czernowitz im Rahmen des Hitler-Stalin-Paktes von Rumänien an die Sowjetunion abgetreten. Nach dem Beginn des Zweiten Weltkrieges marschierten im Juli 1941 rumänische Truppen wieder in Czernowitz ein. Am 11. Oktober 1941 wurde ein Zwangsghetto in Czernowitz eingerichtet, in dem sich alle Juden der Stadt einzufinden hatten, so auch Selma, ihre Mutter und ihr Stiefvater Leo Eisinger. Aus diesem Ghetto wurden innerhalb von sechs Wochen 28.700 Juden in das von Rumänien annektierte Gouvernement Transnistrien deportiert, bis die Züge durch den Wintereinbruch blockiert wurden. Deportationen und Seuchen hatten die jüdische Bevölkerung so dezimiert, dass die Ghettoschranken aufgehoben wurden. Von den 20.000 überlebenden Juden konnten nur wenige in ihre alten Wohnungen zurückkehren, denn die waren verwüstet und geplündert worden.
Im Juni 1942 setzten die Deportationen wieder ein. Selma Merbaum, Mutter und Stiefvater wurden am 28. Juni abgeholt. Sie wurden in Viehwaggons verfrachtet und am Ufer des Flusses Dnjestr abgesetzt, am nächsten Morgen über den Fluss getrieben, erneut in Züge verladen und zum Lager Cariera de Piatra (Steinbruch am Bug) getrieben. Im August 1942 schickte die SS 1150 Häftlinge in den Zwangsarbeitsdienst, mit 500 Leidensgenossen landeten Selma Merbaum und ihre Eltern im Zwangsarbeitslager Michailowka am Ostufer des Bug, das der deutschen SS unterstand. Die Häftlinge mussten beim Bau der Durchgangsstraße IV, einer Schotterpiste, die bis in den Kaukasus reichen sollte, Schwerstarbeit verrichten. Selma Merbaum starb am 16. Dezember 1942 entkräftet an Fleckfieber.

## Werk
Bei Selma Merbaums überlieferten Gedichten handelt es sich vorwiegend um impressionistische Liebes- und Naturlyrik. Sie sind von beachtlicher Stilsicherheit und durchgängig von einer melancholischen Grundstimmung geprägt. Merbaums Lyrik gehört neben den Gedichten Rose Ausländers und Paul Celans zum literarischen Erbe der von den Nationalsozialisten ausgelöschten deutsch-jüdischen Kultur der Bukowina.
Das schmale Werk umfasst 57 Gedichte, die sie sorgfältig mit Füller auf Einzelseiten geschrieben und zu einem Album gebunden hatte, das sie mit „Blütenlese“ betitelte. Sie widmete es ihrem Freund Leiser Fichmann aus der zionistischen Jugendgruppe Hashomer Hazair. Auf dem Weg in die Deportation konnte sie das Album einem Bekannten zustecken, der es ihrer Freundin Else Schächter (1924–1995) mit der Bitte gab, es an Leiser weiterzureichen. Leiser nahm das Album mit ins Arbeitslager, doch gab er es Schächter zurück, als er sich 1944 zur Flucht nach Palästina entschloss. Der Motorsegler Mefküre wurde am 4. August 1944 torpediert, nur die Besatzung und fünf Passagiere überlebten – Leiser nicht. Doch Selma Merbaums Gedichte und ihr letzter Brief aus dem Lager am Steinbruch wurden von ihren Freundinnen Renée und Else durch Europa bis nach Israel getragen.
Veröffentlicht werden konnten Werke in der ‚Sprache der Mörder‘ nicht. Merbaums Gedichte lagen in einem Banksafe. Hersch Segal, ihr Lehrer von der Jiddischen Schule in Czernowitz, war 1968 in Israel in der Anthologie Welch Wort in die Kälte gerufen auf ihr Gedicht Poem gestoßen. Segal machte Merbaums Freundinnen Renée Abramovici-Michaeli und Else Schächter-Keren ausfindig, die ihm 1976 erlaubten, Merbaums Gedichte einmalig als Privatdruck zu veröffentlichen.
Die eigentliche Entdeckung Selma Merbaums erfolgte im Mai 1980 durch die Stern-Reportage des Journalisten und Exil-Forschers Jürgen Serke. Er war von Hilde Domin auf die Gedichte aufmerksam gemacht worden. Serke veröffentlichte die Gedichte der Lyrikerin unter dem Titel Ich bin in Sehnsucht eingehüllt bei Hoffmann und Campe.
Welke Blätter

Plötzlich hallt mein Schritt nicht mehr,

sondern rauschet leise, leise,

wie die tränenvolle Weise,

die ich sing’, von Sehnsucht schwer.

Unter meinen müden Beinen,

die ich hebe wie im Traum,

liegen tot und voll von Weinen

Blätter von dem großen Baum.

(24. September 1939)

## Gedenken
Der niederländische Sänger und Musiker Herman van Veen interpretiert seit Jahren auf seinen Touren mehrere Gedichte von Selma Meerbaum-Eisinger und erzählt ihre Geschichte. Er veröffentlichte 2008 ein Album mit gelesenen Gedichten von Meerbaum-Eisinger unter dem Titel Du, weißt Du ...: Herman van Veen liest Gedichte von Selma Meerbaum-Eisinger.
Im Gedenken an die Autorin schrieben der Bundesverband junger Autoren und Autorinnen, die Armin T. Wegner Gesellschaft und die Kölner Autorengruppe Faust Ende 2010 den „Selma Meerbaum-Eisinger Literaturpreis“ aus, der 2011 zum ersten Mal vergeben wurde. Der Anne Frank-Fonds unterstützt die Preisvergabe.
Iris Berben fuhr 2011 nach Czernowitz (Ukraine) und trug die Gedichte dort vor, wo sie entstanden sind.
Das Familienzentrum der evangelischen Kirchengemeinde Tiergarten in Siegmunds Hof 20 in Berlin-Tiergarten ist nach der Dichterin „Meerbaum-Haus“ benannt.
Die Czernowitzer Jugendfreundin von Selma Meerbaum-Eisinger, Else Keren geb. Schächter, widmete das Gedicht Sie trieben meine Schwester ihrer früheren Freundin.
Im Juni 2025 fand in Heidelberg eine Gedenkveranstaltungsreihe "Kunst und Krieg – Räume der Erinnerung" für Selma Merbaum statt.

## Ausgaben

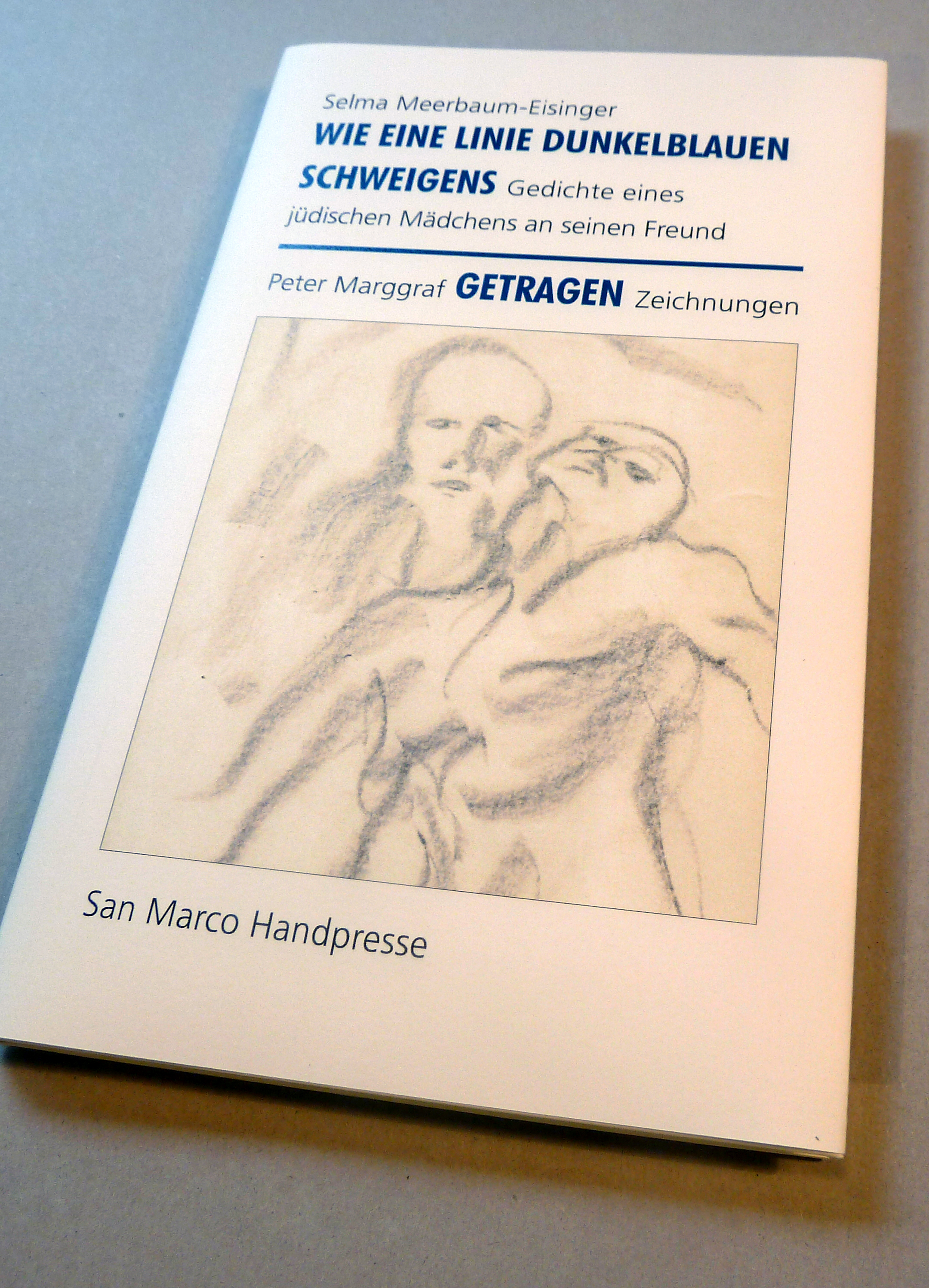
Selma Meerbaum-Eisinger, Peter Marggraf (Illustr.): Wie eine Linie dunkelblauen Schweigens. Gedichte. San Marco Handpresse

- Selma Meerbaum-Eisinger: Blütenlese. Chaim Rosenberg School of Jewish Studies, Tel Aviv 1979.
- Selma Meerbaum-Eisinger: Ich bin in Sehnsucht eingehüllt: Gedichte. Hrsg.: Jürgen Serke. Hoffmann und Campe, Hamburg 2005, ISBN 978-3-455-05171-1. (zuerst 1980 erschienen, 2005 in überarbeiteter Neuausgabe sowie 2008 als Sonderausgabe, aktuelle Ausgabe von 2015)
- Selma Meerbaum-Eisinger: Blütenlese. Gedichte. Hrsg.: Markus May. Reclam, Stuttgart 2013, ISBN 978-3-15-019059-3.
- Selma Meerbaum: Du, weißt du, wie ein Rabe schreit? Gedichte. Hrsg.: Helmut Braun. Rimbaud, Aachen 2013, ISBN 978-3-89086-439-6. (Enthält sämtliche Gedichte, einen längeren biografischen Essay des Herausgebers sowie Fotos und Dokumente. 3. ergänzte Auflage 2016)
- Marion Tauschwitz: Selma Merbaum: „Ich habe keine Zeit gehabt zuende zu schreiben“. Biografie und Gedichte. zu Klampen, Springe 2014, ISBN 978-3-86674-404-2. (Enthält neben einer ausführlichen Biografie auch sämtliche Gedichte.)
- Selma Meerbaum-Eisinger: Wie eine Linie dunkelblauen Schweigens. San Marco Handpresse, Neustadt a. Rbg. 2020. (Ein Künstlerbuch mit sämtlichen Gedichten und acht Zeichnungen von Peter Marggraf zum Thema Getragen.)
- Selma Meerbaum: Ich bin der Regen. Gedichte, erschienen in der "Weißen Reihe" der edition sonblom mit Radierungen von Susanne Theumer, Münster 2019, ISBN 978-3-9815582-7-2

Hörbücher
- Selma Meerbaum-Eisinger (Sprecherin: Mirjam Heller. Musik: Klaus Burger, Regie: Frank Hertweck): Ich bin in Sehnsucht eingehüllt. Gedichte.
- Selma Meerbaum-Eisinger (Sprecherin: Iris Berben): Ich bin in Sehnsucht eingehüllt, Gedichte. Hoffmann und Campe, Hamburg 2005, ISBN 3-455-30429-X.
- Selma Meerbaum-Eisinger (Sprecher: Herman van Veen, Gitarre: Edith Leerkes): Du, weißt Du … Lübbe, 2008, ISBN 978-3-7857-3758-3.

Vertonungen
- Samuel Adler: Songs of Innocent Love, für Soprano, Violine und Klavier (2016, UA 2017)
- Michael Albert: Blütenlese. Liederzyklus für gemischten Chor (Hannover 2007)
- Albino: Ich will leben. No Nation Mixtape, 2007.
- Johannes Conen: Du, weißt du…. Gedichte. Aufnahme mit Ana Fonell (Gesang) und Johannes Conen (Gitarre) (Berlin 1985)
- Michael Denhoff: Wie eine Linie dunkelblauen Schweigens. Sieben Gesänge für Alt und Akkordeon (1997)
- Albin Fries: Lieder op. 46/1-3 (Schlaflied, Sonett, Ich bin die Nacht)[6] (2014)
- Herbert Grönemeyer – The World Quintet: Trauer. (2003)
- Heinrich Hartl: Selma oder Die Reise um den Tisch. Zehn Lieder für Altstimme, Streichquartett, Marimbaphon und Percussion (2002)
- Daniel Hess: Welke Blätter. Violinsonate für Violine und Klavier, Viersätzige Sonate nach Gedichten von Selma Meerbaum-Eisinger (1924–1944). (1997)
- Kolsimcha – The World Quintet: Selma – in Sehnsucht eingehüllt. Klezmer-Musikalbum, zusammen mit Sarah Connor, Xavier Naidoo, Yvonne Catterfeld, Reinhard Mey, Hartmut Engler (Pur), Thomas D (Die Fantastischen Vier), Joy Denalane, Jasmin Tabatabai, Volkan Baydar (Orange Blue), Inga Humpe (2raumwohnung), Stefanie Kloß (Silbermond), Ute Lemper (Basel 2005)
- Felicitas Kukuck: Sieben Lieder zu Gedichten von Selma Meerbaum-Eisinger. Für Frauenstimme und Klavier (1999, UA 2004)
- Norbert Linke: Ein kurzes Leben. Liederzyklus für mittlere Stimme und Klavier (1a Musikverlag, Borken 2010)
- Dietrich Lohff: Ich möchte leben. In: Requiem für einen polnischen Jungen. (UA 1998)
- Hartmut Neubauer: Zwei Lieder für Frauenstimme mit Klavierbegleitung op. KL 3.1 Der Kelch und KL 3.2 Du, weißt du.[7] (2009/2010)
- David Osten: Apfelblüten. für Sopran, Altsaxophon und Klavier nach Texten von Selma Meerbaum-Eisinger (Ebert Musik Verlag, Leipzig 2009)
- Marc Pendzich: Selma – eine Hommage an Selma Merbaum. Basiert auf 11 Gedichten von Selma Meerbaum-Eisinger. Komposition, Arrangements, Produktion: Marc Pendzich; Vocals: Danny Merz und Marc Pendzich. Musikalbum, vadaboéMusic, 2016.
- Elisabeth Spöndlin: Drei Lieder nach Gedichten von Selma Meerbaum-Eisinger (Den gelben Astern ein Lied, Stille, Poem). Für Sopran und Klavier. (UA 1992)
- Elisabeth Spöndlin: Fünf Lieder nach Gedichten von Selma Meerbaum-Eisinger (Ja, Schlaflied für die Sehnsucht, Lied, Kristall, Märchen). Für Sopran und Violine. (1995, SUISA-Nr.: 0201.2808.1)
- Xaver Paul Thoma: Ich bin in Sehnsucht eingehüllt. Sieben Lieder für Sopran und Klavier (1984/86, UA 1989)
- Karsten Troyke: Leg den Kopf auf meine Knie. Musikalbum. Texte: Selma Meerbaum-Eisinger, Itzik Manger und Abraham Sutzkever (1994, zunächst auf MC)

Szenische Interpretationen
- Heinrich Hartl (Musik) / Jutta Czurda (Gesang und Regie): Selma oder Die Reise um den Tisch. Eine Recherche mit Liedern nach Gedichten von Selma Meerbaum-Eisinger (UA 2002 Stadttheater Fürth)
- Herman van Veen (Musik) / Eva Schuurman (Libretto): Windekind. Musikalisches Märchen. Eine Ode an Selma Meerbaum-Eisinger; zusammen mit Edith Leerkes (Gitarre) und Lina Lindheimer (Tänzerin) (UA 2008 Essen?)
- Saskia Brzyszczyk, Peter G. Dirmeier (Schauspiel) / Ewelina Nowicka (Geige u. Komposition), Shin-Ying Lin (Flöte) / Christa Krohne-Leonhardt (Buch und Regie) / Anneke Gräper (Bühnenbild) / www.echtzeit-entertainment.de (Produktion): Und die Sehnsucht singt mich zur Ruh – Lebenslieder (5. November 2015 Goldbekhaus-Theater Hamburg)

Bildnerische Interpretationen
- Helga von Loewenich: Triptychon zu Selma Meerbaum – Eisingers Leben: Jugend – Traum – Tod. Im Rahmen der Ausstellung in Klaussynagoge Halberstadt von Helga von Loewenich „Ich lebe in meinem Mutterland Wort“ 3. Juni 2011-Aug. 2011

Orgelsymphonie
- Andreas Willscher: Orgelsymphonie Nr. 27 „Die Jiddische“. Hommage an Selma Merbaum (2018). LMV 294.